# Атенс (Њујорк)
Атенс (енгл. Athens) град је у америчкој савезној држави Њујорк.

## Демографија
По попису из 2010. године број становника је 1.668, што је 27 (-1,6%) становника мање него 2000. године.
| Група             | 2000.         | 2010.         |
| Белци             | 1.609 (94,9%) | 1.553 (93,1%) |
| Афроамериканци    | 18 (1,1%)     | 32 (1,9%)     |
| Азијати           | 12 (0,7%)     | 7 (0,4%)      |
| Хиспаноамериканци | 17 (1,0%)     | 66 (4,0%)     |
| Укупно            | 1.695         | 1.668         |